# Carlos Santos (político)
Carlos da Silva Santos (Rio Grande, 9 de dezembro de 1904 — Porto Alegre, 8 de maio de 1989) foi um sindicalista, jornalista e político brasileiro, o primeiro negro a ser eleito presidente da Assembleia Legislativa do Rio Grande do Sul e a ocupar o governo do Estado do Rio Grande do Sul.
Filho de Manoel Ramão dos Santos e de Saturnina Bibiana da Silva Santos, foi o caçula de cinco filhos. O pai era carpinteiro e faleceu quando Carlos tinha poucos meses de vida, a mãe era professora de música e organista, tocava nas festas e cerimônias católicas.
Deixou a escola cedo, seguindo o ofício de mecânico. Foi membro dos Círculos Operários Católicos e participou intensamente do movimento sindical ligado à legislação trabalhista posterior a Revolução de 1930, fundando em Rio Grande o Sindicato dos Operários Metalúrgicos, do qual foi seu primeiro Presidente e mais tarde o seu Secretário-Geral. Organizou o Sindicato dos Operários Metalúrgicos do Rio Grande e também contribuiu para a criação da Frente Sindicalista Gaúcha. Casou em 1929 com Julieta Bolleto com quem teve cinco filhos.
Entre 1931-34 trabalhou no estaleiro naval Plano Inclinado RioGrandense, pertencente à empresa de Luís Ângelo Loréa. Em 1936, participou da fundação do Centro Cultural Marcílio Dias, voltado à população negra, dedicado ao combate ao analfabetismo.
Em 1935 foi eleito deputado classista do Brasil, sendo empossado na Assembléia Legislativa do Rio Grande do Sul, no 1° pleito classista estadual, representando os trabalhadores da indústria do Rio Grande do Sul. Em 1937 publicou o livro Sucata que reúne sua autobiografia e discursos, com prefácio de Walter Spalding.
Com o Estado Novo, perdeu o cargo de deputado classista, retornou para Rio Grande e  passou a colaborar com os jornais Rio Grande e O Tempo, assumindo como correspondente do Diário de Notícias de Porto Alegre e Diário da Noite do Rio de Janeiro, mais tarde tornou-se chefe de redação do jornal Rio Grande.
Retornou aos estudos e completou o 3º e 4º ano Secundário no Colégio do Rosário, realizou o Segundo Ciclo (Clássico) no Ginásio Lemos Júnior, bacharelando-se em Letras em 1945 e no ano seguinte ingressou na Faculdade de Direito de Pelotas, completando o curso em 1950, com 46 anos de idade.
Com o retorno das eleições em 1946, concorreu a deputado estadual pelo PSD e ficou como suplente, sendo chamado em 1949 para ocupar o cargo por alguns dias.
Foi eleito, em 3 de outubro de 1958, deputado estadual, pelo PTB, para a 41ª Legislatura da Assembleia Legislativa do Rio Grande do Sul, de 1959 a 1963.
Foi reeleito em 1963, na condição de suplente, e novamente em 1967, desta vez eleito pelo MDB, uma vez empossado foi eleito presidente da Assembleia Legislativa. Durante esse período chegou a assumir o governo do Estado, durante viagem do então intervento estadual.
Foi o primeiro negro a ser eleito presidente da Assembléia Legislativa do Rio Grande do Sul e a ocupar o governo do Estado do Rio Grande do Sul.  Foi reeleito para o período de 1971 a 1975.
Concorreu a Deputado Federal sendo eleito para o mandato para o período de 1975 a 1978, reeleito para o período de 1979 a 1982. Foi defensor dos trabalhadores, do menor abandonado, da criança excepcional, entre outros. Recebeu do Vaticano a medalha Pro Ecclesia et Pontífice; a Comenda de Grande Oficial da Ordem de Rio Branco; a Comenda de Grande Oficial da Ordem do Congresso Nacional, entre outros.
Está enterrado no Cemitério Ecumênico João XXIII.